# Pétur "Island" Östlund
Pétur "Island" Östlund, född 3 december 1943 i New York, är en amerikansk-isländsk jazztrummis.
Östlund är son till en amerikansk far med svenskt påbrå och den isländska operasångerskan María Markan som var anställd vid Metropolitan i New York. Han kom till Sverige 1969.
Pétur Östlund har spelat med bl.a. Red Mitchell, Putte Wickman, Eje Thelin, Gugge Hedrenius, Steve Dobrogosz, Gunnar Svensson, Svante Thuresson, Toots Thielemans, Thad Jones, Hasse och Tage, Ralph Lundsten med flera. Han var huvudlärare i trumset på Musikhögskolan i Stockholm mellan 1973 och 1992, Musikhögskolan i Örebro mellan 2005 och 2019  och är författare till läroböcker i trumspel.
Östlund har tre söner, Ari Haraldsson, Jon Haraldsson och Sebastian Notini och har varit gift med Anja Notini.